# Liste der brasilianischen Botschafter in Paraguay
Der brasilianische Botschafter in Paraguay residiert an der Calle Coronel Irazabal Ecke Eligio Ayala in Asunción.
| Ernannt / Akkreditiert | Name                              | Bemerkungen                                               | ernannt von                          | akkreditiert bei       | Posten verlassen |
| ---------------------- | --------------------------------- | --------------------------------------------------------- | ------------------------------------ | ---------------------- | ---------------- |
| Mai 1857               | Joaquim Tomás do Amaral           | [ 1 ]                                                     | Peter II.                            | Carlos Antonio López   |                  |
| 1910                   | Adalberto Guerra Duval            | Geschäftsträger                                           | Hermes Rodrigues da Fonseca          | Manuel Gondra          | 1911             |
| 23. Nov. 1911          | Luiz Rodrigues de Lorena Ferreira | außerordentlicher Gesandter und Ministre plénipotentiaire | Hermes Rodrigues da Fonseca          | Liberato Marcial Rojas | 20. Aug. 1912    |
| 1912                   | Luiz de Vilares Fragoso           | Geschäftsträger                                           | Hermes Rodrigues da Fonseca          | Pedro Pablo Peña       | 1913             |
| 11. Apr. 1913          | Silvino Gurgel do Amaral          | außerordentlicher Gesandter und Ministre plénipotentiaire | Hermes Rodrigues da Fonseca          | Pedro Pablo Peña       | 14. März 1915    |
| 1915                   | Mário de Pimentel Brandão         | Geschäftsträger                                           | Venceslau Brás Pereira Gomes         | Pedro Pablo Peña       | 1917             |
| 12. Apr. 1917          | José Manoel Cardoso de Oliveira   | außerordentlicher Gesandter und Ministre plénipotentiaire | Venceslau Brás Pereira Gomes         | Manuel Franco          | 19. Sep. 1917    |
| 1917                   | Mário de Pimentel Brandão         | Geschäftsträger                                           | Venceslau Brás Pereira Gomes         | Manuel Franco          |                  |
| 5. Okt. 1917           | Antônio do Nascimento Feitoes     | außerordentlicher Gesandter und Ministre plénipotentiaire | Venceslau Brás Pereira Gomes         | Manuel Franco          | 10. Apr. 1921    |
| 1921                   | Samuel de Souza Leão Gracie       | Geschäftsträger                                           | Epitácio da Silva Pessoa             | Eusebio Ayala          |                  |
| 21. Okt. 1921          | José de Paula Rodrigues Alves     | außerordentlicher Gesandter und Ministre plénipotentiaire | Epitácio da Silva Pessoa             | Eusebio Ayala          | 13. Jan. 1926    |
| 1926                   | Mário da Costa Guimarães          | Geschäftsträger                                           | Washington Luís Pereira de Sousa     | Luis Alberto Riart     | 1927             |
| 1926                   | Gustavo de Viana Kelsch           | Geschäftsträger                                           | Washington Luís Pereira de Sousa     | Luis Alberto Riart     | 1927             |
| 16. Jan. 1927          | José Tomaz Nabuco de Gouvea       | außerordentlicher Gesandter und Ministre plénipotentiaire | Washington Luís Pereira de Sousa     | Luis Alberto Riart     | 2. März 1929     |
| 1929                   | Fernando de Souza Dantas          | Geschäftsträger                                           | Washington Luís Pereira de Sousa     | José Patricio Guggiari |                  |
| 30. Juni 1929          | Arthur Guimarães de Araújo Jorge  | außerordentlicher Gesandter und Ministre plénipotentiaire | Washington Luís Pereira de Sousa     | José Patricio Guggiari | 22. Nov. 1930    |
| 22. Nov. 1930          | Arthur dos Guimarães Bastos       | Geschäftsträger                                           | Getúlio Vargas                       | José Patricio Guggiari | 18. Juni 1931    |
| 18. Juni 1931          | Luclilo Antonio da Cunha Bueno    | außerordentlicher Gesandter und Ministre plénipotentiaire | Getúlio Vargas                       | José Patricio Guggiari | 18. Juni 1933    |
| 18. Juni 1933          | Arthur dos Guimarães Bastos       | Geschäftsträger                                           | Getúlio Vargas                       | Eusebio Ayala          | 22. Nov. 1933    |
| 22. Nov. 1933          | Gustavo de Viana Kelsch           | außerordentlicher Gesandter und Ministre plénipotentiaire | Getúlio Vargas                       | Eusebio Ayala          | 3. Nov. 1934     |
| 3. Nov. 1934           | Arthur dos Guimarães Bastos       | Geschäftsträger                                           | Getúlio Vargas                       | Eusebio Ayala          | 10. Apr. 1935    |
| 1935                   | Lafayette de Carvalho e Silva     | Geschäftsträger                                           | Getúlio Vargas                       | Eusebio Ayala          |                  |
| 1935                   | Antonio de Vilhena Ferreira Braga | Geschäftsträger                                           | Getúlio Vargas                       | Eusebio Ayala          |                  |
| 27. Juni 1940          | Protasio Baptista Gonçalves       | außerordentlicher Gesandter und Ministre plénipotentiaire | Getúlio Vargas                       | Higinio Morínigo       | 29. Juli 1942    |
| 1942                   | Antônio de Vilhena Ferreira Braga | Geschäftsträger                                           | Getúlio Vargas                       | Higinio Morínigo       |                  |
| 24. Aug. 1942          | Francisco Negrão de Lima          |                                                           | Getúlio Vargas                       | Higinio Morínigo       | 2. Sep. 1946     |
| 1946                   | José Fabrino de Oliveira Balão    | Geschäftsträger                                           | Eurico Gaspar Dutra                  | Higinio Morínigo       |                  |
| 2. Okt. 1946           | Issuro Reguerra                   |                                                           | Eurico Gaspar Dutra                  | Higinio Morínigo       | 6. Juni 1947     |
| 1947                   | José Fabrino de Oliveira Balão    | Geschäftsträger                                           | Eurico Gaspar Dutra                  | Higinio Morínigo       |                  |
| 13. Juli 1947          | Júlio Augusto Barboza Carneiro    |                                                           | Eurico Gaspar Dutra                  | Higinio Morínigo       | 15. März 1950    |
| 1950                   | Luiz de Souza Bandeira            | Geschäftsträger                                           | Eurico Gaspar Dutra                  | Raimundo Rolón         |                  |
| 1953                   | Wagner Pimente Bueno              | Geschäftsträger                                           | Getúlio Vargas                       | Raimundo Rolón         |                  |
| 18. Nov. 1953          | Moacyr Ribeiro Briggs             |                                                           | Getúlio Vargas                       | Raimundo Rolón         | 24. Sep. 1955    |
| 1955                   | João Desiderati Monetti           | Geschäftsträger                                           | Nereu Ramos                          | Alfredo Stroessner     |                  |
| 1955                   | Vicente Paulo Gatti               | Geschäftsträger                                           | Nereu Ramos                          | Alfredo Stroessner     | 1956             |
| 3. Jan. 1956           | João Luiz de Guimarães Gomes      |                                                           | Juscelino Kubitschek                 | Alfredo Stroessner     | 7. Jan. 1958     |
| 1958                   | Celso Diniz                       | Geschäftsträger                                           | Juscelino Kubitschek                 | Alfredo Stroessner     |                  |
| 10. Jan. 1958          | Euclydes Zenóbio da Costa         | Embaixador                                                | Juscelino Kubitschek                 | Alfredo Stroessner     | 30. Jan. 1961    |
| 3. Juni 1961           | Joaquim Justino Alves Bastos      |                                                           | Jânio Quadros                        | Alfredo Stroessner     | 7. Okt. 1962     |
| 1962                   | Carlos Sette Gomes Pereira        | Geschäftsträger                                           | Jânio Quadros                        | Alfredo Stroessner     |                  |
| 11. Okt. 1962          | Mário de Ascenção Palmério        |                                                           | Jânio Quadros                        | Alfredo Stroessner     | 10. Apr. 1964    |
| 1964                   | Manuel Maria Fernandes Alcázar    | Geschäftsträger                                           | Pascoal Ranieri Mazzilli             | Alfredo Stroessner     |                  |
| 1. Okt. 1964           | Jayme de Souza Gomes              |                                                           | Pascoal Ranieri Mazzilli             | Alfredo Stroessner     | 30. Nov. 1966    |
| 1966                   | Osíris de Oliveira Correia        | Geschäftsträger                                           | Humberto Castelo Branco              | Alfredo Stroessner     |                  |
| 5. Dez. 1966           | Mario Gibson Alves Barboza        | Geschäftsträger                                           | Humberto Castelo Branco              | Alfredo Stroessner     | 20. Dez. 1967    |
| 1967                   | Osíris de Oliveira Correia        | Geschäftsträger                                           | Artur da Costa e Silva               | Alfredo Stroessner     | 1968             |
| 1968                   | Fernando Paulo Simas Magalhães    | Geschäftsträger                                           | Artur da Costa e Silva               | Alfredo Stroessner     |                  |
| 6. März 1968           | Mario Tancredo Borges da Fonseca  |                                                           | Artur da Costa e Silva               | Alfredo Stroessner     | 18. Mai 1970     |
| 1970                   | Joâo Cabral de Meto Neto          | Geschäftsträger                                           | Aurélio de Lira Tavares              | Alfredo Stroessner     |                  |
| 1. Juli 1970           | Lauro Escorel Rodrigues de Moraes |                                                           | Aurélio de Lira Tavares              | Alfredo Stroessner     | 15. Nov. 1972    |
| 16. Nov. 1972          | Fernando Ramos de Alencar         |                                                           | Aurélio de Lira Tavares              | Alfredo Stroessner     | 20. Apr. 1973    |
| 1982                   | Fernando Belfort Bethlem          |                                                           | João Baptista de Oliveira Figueiredo | Alfredo Stroessner     | 1984             |
| 6. Juni 1984           | Mário de Mello Mattos             |                                                           | João Baptista de Oliveira Figueiredo | Alfredo Stroessner     |                  |
| 22. Feb. 1994          | Alberto da Costa e Silva          |                                                           | Itamar Franco                        | Juan Carlos Wasmosy    |                  |
| 16. Dez. 1997          | Bernardo Pericás Neto             |                                                           | Fernando Henrique Cardoso            | Juan Carlos Wasmosy    |                  |
| 17. Juni 2004          | Valter Pecly Moreira              |                                                           | Luiz Inácio Lula da Silva            | Nicanor Duarte Frutos  |                  |
| 2008                   | Eduardo dos Santos                | (* 29. Dezember 1952 in Rio de Janeiro)                   | Luiz Inácio Lula da Silva            | Fernando Lugo          |                  |